# Tribe (группа)
Tribe — американская альтернативная рок-группа из Бостона, штат Массачусетс, США, активность которой пришлась на конец 1980-х — начало 1990-х годов. Они выпустили три альбома, в том числе два на Slash Records/Warner Bros. Records. Были финалистами «WBCN Rock 'n' Roll Rumble» 1988 года, однако их популярность в Бостоне не превратила их местную популярность в национальную и в 1994 году они распались. Позже Грег ЛоПикколо заявил: «Когда „Warner Bros“ не выбрали наш вариант для третьего альбома, это в какой-то степени убило в нас всё желание продолжать».
Терри Бароус, Эрик Брозиус и Грег ЛоПикколо позже присоединились к разработчику видеоигр Looking Glass Studios и занимались звукорежиссированием, озвучиванием и музыкой в различных играх. Наиболее известны их вклад в видеоигровые серии «System Shock» и «Thief». Позже они стали одними из основателей Harmonix, студии-разработчика «Guitar Hero».
«Outside», песня из альбома «Here at the Home», была использована в музыкальной видеоигре «Rock Band» 2007 года.

## Современное состояние
Терри Бароус вскоре после распада группы вышла замуж за Эрика Брозиуса. Позже она помогла сформировать бостонскую группу «The Vivs», где она играет на клавишных и поёт. Группа выпустила свой дебютный альбом «Mouth to Mouth» в 2009 году.
Эрик Брозиус является участником бостонской группы «Eddie Japan», в которой также играет на гитаре брат Грега ЛоПикколо Барт.
Джанет ЛаВэлли — соосновательница и солистка дарквейв/инди-группы «Murdoch». Группа выпустила свой дебютный альбом «Gone» в 2021 году. В саундтреке фильма 2012 года «That’s What She Said» звучит песня Джанет «Jube»

## Состав
- Джанет ЛаВэлли: вокал, ритм-гитара (1985—1994)
- Терри Бароус: клавишные, бэк-вокал (1985—1994)
- Эрик Брозиус: гитара, бэк-вокал (1985—1994)
- Грег ЛоПикколо: бас-гитара, бэк-вокал (1985—1994)
- Дэвид Пензо: ударные, перкуссия (1985—1994)
- Майк Левеск: ударные, перкуссия (только на живых выступлениях) (1994—1994)

## Дискография

### Альбомы
- Tribe (EP) (1987)
- Here at the Home (1990)
- Abort (1991)
- Sleeper (1993)

### Синглы
- Jakpot (1990)
- Easter Dinner (1991)
- Payphone (1991)
- Joyride (I Saw the Film) (1991)
- Supercollider (1993)
- Red Rover (1993)